# Doru Tureanu
Doru Tureanu (11. ledna 1954, Bukurešť, Rumunsko – 11. března 2014, Bukurešť, Rumunsko) byl rumunský lední hokejista. Byl jmenován členem Síně slávy Mezinárodní hokejové federace. Je považován za nejlepšího rumunského útočníka v historii.

## Kariéra
Celou svou klubovou kariéru odehrál v týmu CS Dinamo Bukurešť v rumunské lize. Působil tam v letech 1969 až 1987. S týmem získal celkem šest ligových titulů (v letech 1971, 1972, 1973, 1976, 1979 a 1981). V klubu i reprezentaci hrával v útoku s Marianem Costeou a Dumitru Axintem. Ve svém vrcholném období jej lákali dokonce skauti Montreal Canadiens do National Hockey League, tehdy dal i vzhledem k politické situaci přednost rodině a setrvání v Rumunsku.
V letech 1971 až 1987 také hrál za rumunskou reprezentaci, většinou na mistrovství světa nižší výkonnostní kategorie. V elitní skupině si zahrál na mistrovství světa 1977, kde Rumuni vypadli, dokázali však ve skupině o udržení porazit reprezentaci USA 5:4, na čemž se podílel dvěma góly. Zahrál si také na dvou olympijských turnajích. V letech 1976 a 1980. Na svých prvních hrách dokázal v šesti utkáních skórovat šesti góly a přidal šest asistencí. Na druhých hrách zaznamenal sedm bodů v pěti utkáních a přispěl mimo jiné k porážce reprezentace Spolkové republiky Německo, která obhajovala bronzové medaile z Innsbrucku.